# Nick Caamano
Nicholas Caamano (Ancaster, Ontario, 7 de septiembre de 1998), más conocido como Nick Caamano, es un jugador profesional canadiense de hockey sobre hielo que se desempeña en la posición de extremo derecho en Dallas Stars, equipo de la National Hockey League (NHL).

## Carrera
Fue seleccionado en la quinta ronda en la NHL Entry Draft de 2016. En 2019 hizo su debut profesional con el equipo Dallas Stars, donde lleva jugando dos temporadas.